# Gothaer Platz
Der Gothaer Platz ist ein Verkehrsknotenpunkt im Westen von Erfurt im Zentrum des Stadtteils Brühlervorstadt.

## Verkehr
Am Gothaer Platz beginnen die Gothaer Straße (ehem. Bundesstraße 7 von Weimar) nach Gotha im Westen, die Heinrichstraße (ehem. Bundesstraße 4 von Arnstadt) nach Nordhausen im Norden, die Cyriakstraße nach Hochheim im Südwesten, die Rudolfstraße zum Hugo-Preuß-Platz nach Nordosten sowie die Meineckestraße und der Brühler Hohlweg als Anwohnerstraßen nach Westen. Im Süden geht der Gothaer Platz in den Benaryplatz über, von dem einige Straßen nach Süden und Osten abzweigen. Bis 2009 wurde der Platz neu gestaltet und umgebaut.
So ist der Gothaer Platz nicht nur für den Individualverkehr auf dem Stadtring von Bedeutung, sondern auch für den ÖPNV der Straßenbahn Erfurt. Hier treffen sich die Linien 2 (Messe – Gothaer Platz – Brühler Garten – Anger – Ringelberg) und 4 (Bindersleben – Gothaer Platz – Domplatz – Anger – Wiesenhügel). Bereits 1899 wurde eine Straßenbahnstrecke durch die Brühlerwallstraße unweit östlich des Gothaer Platzes eröffnet. Von ihr wurde 1904 ein Abzweig quer über den Platz bis zur Meineckestraße gebaut, der 1960 zur Erfurter Gartenbauausstellung (egapark) verlängert wurde und heute von der Linie 2 genutzt wird. Die Strecke der Linie 4 nach Norden wurde 1934 zum Hauptfriedhof eröffnet und 2005 bis nach Bindersleben verlängert. Bis 1980 führte sie durch die Heinrichstraße, seitdem durch die Rudolfstraße.

## Bebauung
Die Randbebauung des um 1888 entstanden Platzes ist nicht geschlossen. Auf der Nordostseite befand sich früher das Werksgelände des Funkwerks, dessen Gebäude heute größtenteils abgerissen sind. Nur noch die beiden Bürohochhäuser werden genutzt. Im Osten des Platzes befindet sich die Villa des Gartenbauunternehmers Ernst Benary, in der später auch Wilhelm Benary lebte. Sie wurde 1886 im Stil der Neurenaissance errichtet und dient heute als Veranstaltungshaus der Beruflichen Bildungsstätte Kölleda, die aus der Betriebsschule des Funkwerks hervorging. Vor der Villa erinnert ein Denkmal aus dem Jahr 2000 an Ernst Benary.
Südlich des Gothaer Platzes beginnt die Parkanlage Tettaustraße. Die Südwestseite des Platzes ist mit Mietshäusern aus dem frühen 20. Jahrhundert bebaut. Daneben beginnt der egapark mit der Zitadelle Cyriaksburg (Deutsches Gartenbaumuseum) und dem Sibyllentürmchen aus dem 14. Jahrhundert. An der Nordwestseite befinden sich kleinere Ein- und Zweifamilien-Reihenhäuser aus dem ersten Drittel des 20. Jahrhunderts. Die Nordseite des Platzes schließt eine neugebaute Kirche des Bundes Freier evangelischer Gemeinden in Deutschland ab.